# بلوچی، بلوچستان
بلوچی (به انگلیسی: Baluchi) یک منطقهٔ مسکونی در پاکستان در ایالت بلوچستان و در نزدیکی مرز ایران است.